# Coniophora mollis
Coniophora mollis är en svampart som beskrevs av Ginns 1982. Coniophora mollis ingår i släktet Coniophora och familjen Coniophoraceae.   Inga underarter finns listade i Catalogue of Life.